# القره بوللي (ليبيا)
القره بوللي هي مدينة ليبية ساحلية تقع على البحر الأبيض المتوسط في الشمال الغربي للبلاد، تبعد عن مدينة طرابلس العاصمة بـ 61 كيلومتر، كما تبعد عن مدينة الخمس بـ 58 كيلومتر، وتحدها قصر الأخيار شرقاً، مدينة تاجوراء غرباً، شاطئ البحر شمالاً ومدينة ترهونة جنوباً ومدينة مسلاته من الجنوب الشرقي. وهي عبارة عن منطقة ريفية زراعية بها بعض الأودية والسهول وتشتهر بزراعة العديد من المحاصيل الزراعية والحبوب التي يعتمد عليها غالب السكان وكذلك تربية المواشي وحرفة الصيد وبعض الحرف التقليدية الأخرى وهي تحوي عدداً من المرافق الصناعية كمصنع اللدائن للصناعات البلاستيكية والإسفنج ومصنع الأعلاف ومصنع الدقيق ويوجد بها مرسى للصيد البحري والذي ساهم في تنمية النشاط الاقتصادي بالمدينة وهي الآن تعتبر بلدية من بلديات طرابلس الكبرى حيث يتكون نظامها الإداري من عدد من المحلات هي الكراوة - العطايا - الرواجح - القويعة - الخوالق - الشرقية.

## تاريخ
تقع مدينة القره بوللي في سهل أخضر وجزء من سهل الجفارة الممتد ما بين طرابلس وترهونة جنوباً وحتى ساحل البحر شمالاً وكانت تعرف باسم ميناء جفارة والذي أعطى موقعها الجغرافي بين أويا طرابلس، ولبدة الخمس أهمية كبرى.
وفي نهاية عهد القره مانللي زمن الحكم العثماني للبلاد في القرن الثامن والتاسع عشر تقريبا شيدت بها بعض المباني الإدارية وقصر سُمّي قصر القره بوللي.. والذي كان مركزاً للشرطة في حقبة الطليان وحالياً هو مكان مصرف الجمهورية، فأصبحت تعرف باسم قصر القره بوللي، وبعد فترة من الزمن تركت كلمة قصر من إسمها لتصبح معروفة للجميع بالقرة بوللي فقط.

### فترة الاحتلال الإيطالي
عُرفت مدينة القره بوللي بجهادها التاريخي ضد جحافل الغزو الإيطالي والذي تجسد في معركة خالدة عرفت بمعركة رأس غزال حيث سطّر خلالها أهالي القره بوللي والمناطق المجاورة أروع ملاحم البطولة والجهاد والتضحية في سبيل الوطن ضد الاحتلال الإيطالي.